# Zhang Li (Speerwerferin, 1961)
Zhang Li (chinesisch 張 麗 / 张 丽, Pinyin Zhāng Lì; * 26. Juni 1961) ist eine ehemalige chinesische Speerwerferin.
Beim Leichtathletik-Weltcup 1989 wurde sie Zweite.
1990 siegte sie bei den Asienspielen in Peking und 1993 bei den Leichtathletik-Asienmeisterschaften. 1994 wurde sie beim Leichtathletik-Weltcup 1994 Fünfte.

## Persönliche Bestleistungen
- Speerwurf (altes Modell): 70,42 m, 6. August 1990, Tianjin

| Personendaten    | Personendaten             |
| ---------------- | ------------------------- |
| NAME             | Zhang, Li                 |
| ALTERNATIVNAMEN  | 张, 丽                    |
| KURZBESCHREIBUNG | chinesische Speerwerferin |
| GEBURTSDATUM     | 26. Juni 1961             |